# Fahrenberg (Reichshof)
Fahrenberg ist ein Ort von insgesamt 106 Ortschaften der Gemeinde Reichshof im Oberbergischen Kreis im nordrhein-westfälischen Regierungsbezirk Köln in Deutschland.

## Lage und Beschreibung
Die nächstgelegenen Zentren sind Gummersbach (10 km nordwestlich), Köln (59 km westlich) und Siegen (43 km südöstlich).

## Geschichte

### Erstnennung
1561 wurde der Ort das erste Mal urkundlich erwähnt. „Johann Lemmer im Farnberge fungiert als Zeuge bei Grenzstreitigkeiten zwischen Windeck und Neustadt.“ 
Die Schreibweise der Erstnennung war Im Farnberge.
| Bevölkerungsentwicklung | Bevölkerungsentwicklung |
| Jahr                    | Einwohner               |
| ----------------------- | ----------------------- |
| 1946                    | 79                      |
| 1991                    | 51                      |
| 2005                    | 45                      |
| 2006                    | 47                      |
| 2008                    | 46                      |
| 2017                    | 44                      |
| 2018                    | 49                      |
| 2019                    | 54                      |